# معركة بلخ
وقعت معركة بلخ بين جيوش الدَّولة السَّامانيَّة بقيادة الأمير إسماعيل السَّاماني والقوات الصَّفَّارية بقيادة الأمير عمرو بن الليث عام 900 م. وقد هُزم الجيش الصَّفَّاري أمام القوات السَّامانية، وأُسر عمرو بن الليث على إثرها.
أرسل الأمير السَّاماني إسماعيل بن أحمد، عمرو بن اللَّيث مُقيدًا بالسلاسل إلى خصيم الصَّفَّاريين، الخليفة العبَّاسي أحمد المُعتضد بالله، حيث أُعدم عمرُو بن اللَّيث الصَّفَّار عام 902 م وذلك بعد وفاة المعتضد.
بعد المعركة، تقهقر الصَّفَّاريُّون من خُراسان ولم يبقى لهم إلا فارس وكرمان وسجستان، لكنهم فقدوا هذه المقاطعات أيضًا بعد حرب أهلية بحلول عام 912 م.